# Šókó Asahara
Šókó Asahara (japonsky 麻原 彰晃 Asahara Šókó; občanským jménem 松本 智津夫 Macumoto Čizuo; 2. března 1955 na ostrově Kjúšú – 6. července 2018 Tokio) byl zakladatel a vůdce japonské sekty Óm šinrikjó, která v roce 1995 provedla sarinový útok v tokijském metru.

## Život
Macumoto se narodil v roce 1955 ve vesnici na ostrově Kjúšú jako šesté ze sedmi dětí v rodině výrobce rohoží tatami. Od narození byl na jedno oko slepý a druhé oko měl také těžce postižené. Školu ukončil v roce 1977. Poté se začal věnovat studiu akupunktury a tradiční čínské medicíny, což je tradiční činnost nevidomých v Japonsku. V roce 1978 se oženil. V roce 1981 byl obviněn a uznán vinným z nelegálního obchodu s léky a praktikování farmacie bez licence a dostal pokutu 200 000 jenů.
Se svou ženou Tomoko Macumoto měl čtyři dcery a dva syny.

### Odsouzení za sarinový útok
V roce 1995 byl obviněn, spolu s dalšími členy sekty, z přípravy útoku sarinem na cestující v tokijském metru a dalších zločinů. V roce 2004 byl odsouzen k trestu smrti oběšením. Sám Asahara vinu popíral a vůči rozsudku se odvolal; odvolání zamítl v roce 2006 japonský nejvyšší soud.
V červnu 2012 bylo vykonání trestu odloženo v důsledku zadržení dalších členů sekty Óm šinrikjó. V roce 2015, kdy bylo připomínáno dvacáté výročí tragické události, poprava stále nebyla vykonána. Asahara byl popraven až v červenci 2018 spolu s dalšími 6 členy sekty.